# Генералово (Росія)
Генера́лово (рос. Генералово) — присілок у складі Земетчинського району Пензенської області, Росія.
Населення — 5 осіб (2010; 39 у 2002).
Національний склад станом на 2002 рік:
- росіяни — 100 %